# Chakaski Uniwersytet Państwowy

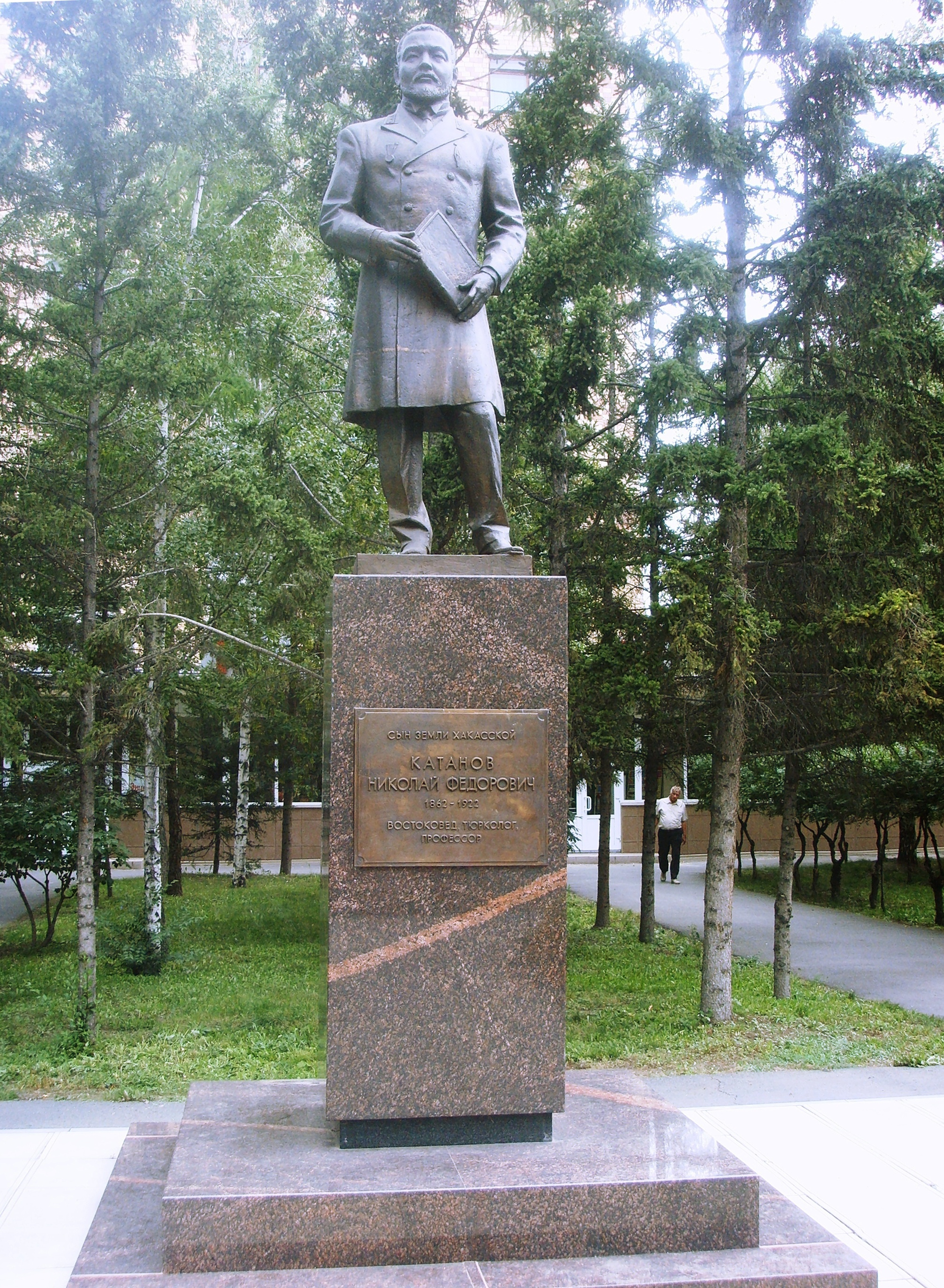
Pomnik Nikołaja F. Kantanowa w Abakanie.

Chakaski Uniwersytet Państwowy im. N. F. Katanowa (ros. Хакасский государственный университет (ХГУ) им. Н. Ф. Катанова) – rosyjska uczelnia w Abakanie.
Uniwersytet został założony 16 kwietnia 1939 jako Abakański Instytut Pedagogiczny im. N. F. Katanowa, od 19 czerwca 1994 jest to Chakaski Uniwersytet Państwowy im. N.F. Katanowa. Posiada filię w Sajanogorsku. Wykłady prowadzi 421 naukowców, w tym 17 profesorów.